# Giovanni Domenico de Cupis
Giovanni Domenico de Cupis (Roma, 1493 - 10 de dezembro de 1553) foi um cardeal italiano, bispo-emérito de Nardò e decano do Colégio dos Cardeais.

## Primeiros anos
De Cupis nasceu em uma família ilustre originária de Montefalco. Filho de Bernardino de Cupis e Lucrezia Normanni; sua mãe teve uma filha, Felice della Rovere, com o Papa Júlio II antes de se casar com seu pai. Seu primeiro nome também é listado como Gian Domenico; e seu sobrenome Cuppi.
Estudou direito. Protonotário apostólico; secretário apostólico, 1504; cônego do capítulo da basílica patriarcal do Vaticano, 1505-1511. Teve quatro filhos, antes de se tornar eclesiástico, sendo eles Girolamo, Bernardino, que foi bispo de Osimo e Cingoli, 1551-1574, Paolo, que foi bispo de Recanati, 1548-1552; e Celidonia, que casou-se com Marco Lepido Orsini em 1558 com um dote de 3.000 scudi.

## Cardinalato
Foi criado cardeal-presbítero pelo Papa Leão X no consistório de 1 de julho de 1517, recebendo o chapéu vermelho e o título de São João na Porta Latina em 6 de julho. Nomeado administrador da sé de Trani em 30 de julho de 1517; renunciou em 3 de julho de 1551. Camerlengo do Sagrado Colégio dos Cardeais, 6 de fevereiro de 1523 a 2 de março de 1524. Optou pelo título de Santo Apolinário em 17 de agosto de 1524, manteve o primeiro título in commendam até 3 de setembro de 1529. Administrador da sé de Macerata e Recanati, de 1528 até 29 de janeiro de 1535. Administrador da sé de Adria, de 31 de agosto de 1528 até sua morte. Optou pelo título de São Lourenço em Lucina em 24 de maio de 1529. Nomeado governador de Città delle Pieve em 1529.
Promovido a ordem dos cardeais-bispos e a sé suburbicária de Albano em 22 de setembro de 1531; manteve in commendam o título de São Lourenço em Lucina até 10 de outubro de 1553. Consagrado bispo em 21 de dezembro de 1531, na Capela Sistina, pelo Papa Clemente VII, assistido pelo Cardeal Alessandro Farnese, seniore, bispo de Ostia, pelo Cardeal Antonio Ciocchi del Monte, bispo de Porto, e pelo Cardeal Andrea della Valle. Nomeado Bispo de Nardo em 15 de janeiro de 1532; renunciou em 22 de maio de 1536. Administrador da sé de Montepeloso, de 13 de novembro de 1532 até 11 de abril de 1537. Passou para a sé suburbicária de Sabina em 16 de dezembro de 1532.
De Cupis passou para a sé suburbicária de Porto e Santa Rufina em 26 de fevereiro de 1535. Subdecano do Sagrado Colégio dos Cardeais. Administrador da sé de Camerino, de 5 de julho de 1535 até 5 de março de 1537. Nomeado legado em Agro Piceno em 1 de setembro de 1536. Promovido a sé suburbicária de Óstia e Velletri em 28 de novembro de 1537, e logo, Decano do Sagrado Colégio dos Cardeais. Legado em Marca, 1537. Governador de Tivoli, 1537. Nomeado, juntamente com outros oito cardeais, para a comissão para a celebração do concílio geral, 7 de janeiro de 1538. Encarregado, juntamente com outros três cardeais, de angariar fundos para a guerra contra os turcos, 10 de fevereiro de 1540. Nomeado com outros onze cardeais para uma comissão para a reforma da Cúria Romana e seus funcionários, 27 de agosto de 1540. Nomeado, juntamente com outros dez cardeais, membros do concílio geral, 2 de novembro de 1544.
Arcipreste da basílica patriarcal de Latrão; ele abriu e fechou a Porta Santa durante o Ano Jubilar de 1550. Protetor da Escócia em 5 de março de 1550. Legado a latere em Bolonha, 9 de setembro de 1551. Presidente de uma comissão de supervisão da Annona, dezembro de 1551. Protetor da França. O cardeal manteve uma estreita amizade com Inácio de Loyola, futuro santo, apesar da má opinião que teve deste último no início; após uma conversa de duas horas com Loyola, ele mudou sua opinião inicial e pediu perdão. Devido a sua religiosidade e benignidade para com os outros, seus contemporâneos lhe deram o título de ottimo tra i mortali (o melhor entre os mortais). Ele havia construído a igreja de S. Onofrio al Gianicolo em Roma.
Cardeal Giovanni Domenico de Cupis morreu em Roma e foi enterrado na igreja de S. Agostinho, onde seu pai havia sido enterrado em 1507. Mais tarde, seus restos mortais foram transferidos para Montefalco e enterrados no túmulo de sua família.

## Conclaves
- conclave de 1521-1522, que elegeu o Papa Adriano VI;
- conclave de 1523, que elegeu o Papa Clemente VII;
- conclave de 1534, que elegeu o Papa Paulo III;
- conclave de 1549-1550, que elegeu o Papa Júlio III.